# Neuvelle-lès-Cromary
Neuvelle-lès-Cromary là một xã ở tỉnh Haute-Saône trong vùng Bourgogne-Franche-Comté phía đông nước Pháp.